# سلطان بن حمد العويد
سلطان بن حمد العويد (1388 هـ- الأحد 16 صفر 1434 هـ(30 ديسمبر 2012)) من طلبة العلم والدعاة]] ومن أئمة المساجد في المملكة العربية السعودية، من مواليد الثقبة بالمنطقة الشرقية]] عام 1388 هـ، حاصل على بكالريوس أصول دين (عقيدة)من جامعة الإمام محمد بن سعود بالأحساء]] ، يعمل إماما وخطيبا لجامع فيصل بن تركي بحي الجلوية بالدمام، وعضو مركز الدعوة والإرشاد في المنطقة الشرقية.
توفي العويد يوم الأحد السادس عشر من شهر صفر 1434 هجري والموافق الثلاثين من ديسمبر 2012 إثر تعرضه لحادث مروري وقع له بالقرب من مدينة الغاط حيث كان قادما من المدينة المنورة.

## وصلات خارجية
- مصحف الشيخ سلطان بن حمد العويد في موقع القران لك
- صفحة الشيخ على موقع طريق الإسلام

ينتشر على الشبكة بأن الشيخ سلطان من مواليد عام 1375 هـ وهذا غير صحيح. الشيخ من مواليد 15-4-1388 هـ في مدينة الثقبة فمات عن 45 عام. والشيخ متخصص في أصول الدين (عقيدة) ومتخرج من كلية الشريعة بالأحساء. عين معيدا فيها ثم تركها والتحق بمركز الدعوة والإرشاد التابع لوزارة الشؤون الإسلامية والأوقاف والدعوة والإرشاد بالدمام وتقاعد مبكرا منها.
والحادث المروري للشيخ جاءته سيارة محملة من الطريق الآخر (المعاكس) مع أن كل طريق ذو ثلاث مسارات من الجهتين الذاهب والراجع ويفصل بينهما شبك. ومع هذا تشق السيارة الأخرى الطريق المعاكس وكل هذه الحواجز وتصطدم بالشيخ مباشرة الذي كان على الطريق الآخر راجعا إلى الدمام من المدينة النبوية.
وليس على الشيخ إلا جرح صغير فقط، والبعض يقول بأنه أصابه نزيف داخلي. فالحمد لله الذي حفظ الشيخ. لكن الأجل كان على موعد مع الشيخ على الطريق.
ومن حضر الجنازة قال: بأن مدينة الدمام لم يبق فيها أحد. وهذه زحمة لأول مرة تتكرر عند المقبرة. أما زحمة الجامع فحدث ذلك مراراً. بعض الشوارع أقفلت. بل حينما أذن لصلاة العصر أقام المؤذن الصلاة مباشرة لأن الزحام قد ملأ المسجد ولازلنا في صدمة وفاة الشيخ. عظم الله أجرنا وأجر الجميع.
حضر الشيخ عبد الرحمن المحمود - الذي صلى على الشيخ في المقبرة مع الذين لم يحضروا صلاة الجنازة في الجامع- وكذلك جاء الشيخ ناصر العمر والشيخ يوسف الأحمد من الرياض وغيرهم من الأفاضل والدعاة والأخيار من أنحاء المملكة.